# Volvo 740
Volvo 740 – pojazd osobowy klasy wyższej produkowany w Europie przez firmę Volvo w latach 1984 - 1992
Był produkowany krócej niż jego poprzednik, Volvo 240.

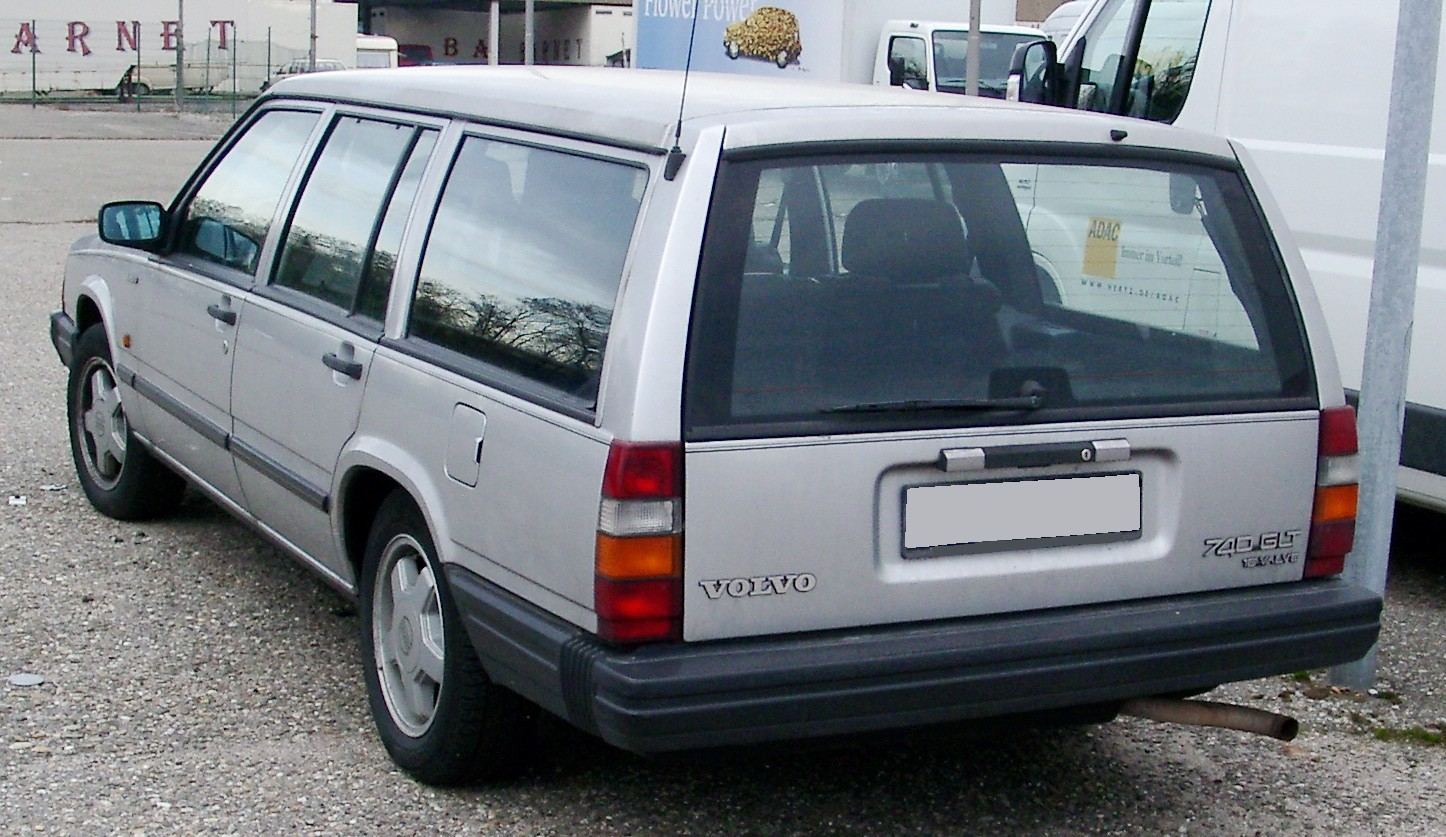
Volvo 740 kombi